# Náměstí Krále Jiřího z Poděbrad 43 (Cheb)
Měšťanský dům stojící na adrese náměstí Krále Jiřího z Poděbrad 43 je jedním z 11 kupeckých domů tvořících soubor Špalíček, konkrétně se nachází na jeho dolním (tj. severozápadním) rohu. Empírový dům o pěti osách tvoří (jako součást celku Špalíčku) jednu z dominant náměstí a je turistickou atrakcí.
V přízemí domu se nachází obchodní prostory, konkrétně (k roku 2025) zmrzlinárna Gelateria Corso. V prvním patře s klenutými stropy je pak přístupný prostor černé kuchyně, otevřené v 19. století, kdy byly provedeny stavební úpravy. V nárožní nice je umístěna moderní socha, původní gotická Madona je uložena v muzeu.

## Popis
Jedná se o dvoupatrový empírový, nárožní dům. Je pětiosý, dvoupatrový s mansardovou střechou se dvěma vikýři, přičemž obě boční průčelí jsou dvouosá. Přízemí je hladké a je opatřeno původními portály s výkladními skříněmi a kamenným hladkým ostěním, patro pak člení kordonové římsy. Nad pravoúhlými okny v patře se nachází stylizované mušle, okna jsou spojena průběžnou římsou. Okna ve druhém patře pak na průběžné římse spočívají.
V interiéru je zachovalá původní chodba klenutá pruskými klenbami. V její ose je umístěno zděné schodiště.